# Hadena costigera
Hadena costigera là một loài bướm đêm trong họ Noctuidae.